# Австрийский референдум о вступлении в Европейский союз (1994)
Референдум в Австрии о вступлении в Европейский союз проходил 12 июня 1994 года.
Вопрос, вынесенный на референдум, был следующий:

Должно ли решение Национального Совета по Конституционному праву от 5 марта 1994 года относительно вступления Австрии в Европейский союз быть принято в качестве закона?
Оригинальный текст (нем.)Soll der Gesetzesbeschluss des Nationalrates vom 5. Mai 1994 über das Bundesverfassungsgesetz über den Beitritt Österreichs zur Europäischen Union Gesetzeskraft erlangen?

В результате референдума 66,6 % избирателей (при явке 82,3 %) высказалось в пользу вступления в Европейский союз. Австрия присоединилась к ЕС 1 января 1995 года вместе с Финляндией и Швецией в ходе четвёртого расширения ЕС.
За выступали Социалисты и народники, против партия свободы и зелёные.

## Результаты
| Выбор                                      | Голоса    | %    |
| ------------------------------------------ | --------- | ---- |
| За                                         | 3 145 981 | 66,6 |
| Против                                     | 1 578 850 | 33,4 |
| Действительных бюллетеней                  | 4 724 831 | 99,1 |
| Недействительных голосов/пустых бюллетеней | 43 570    | 0,9  |
| Всего                                      | 4 724 831 | 100  |
| Зарегистрированных избирателей/Явка        | 5 790 578 | 82,3 |
| Источник: Nohlen & Stöver                  |           |      |